# Notozomus spec
Espèce
Synonymes
- Apozomus spec Harvey, 1992

Notozomus spec est une espèce de schizomides de la famille des Hubbardiidae.

## Distribution
Cette espèce est endémique du Queensland en Australie,. Elle se rencontre sur le mont Spec et vers Paluma.

## Description
Le mâle holotype mesure 3,84 mm.
La femelle décrite par Harvey en 2000 mesure 4,15 mm.

## Étymologie
Son nom d'espèce lui a été donné en référence au lieu de sa découverte, le mont Spec.

## Publication originale
- Harvey, 1992 : The Schizomida (Chelicerata) of Australia. Invertebrate Taxonomy, vol. 6, no 1, p. 77-129.